# Зубровка (Хмельницкая область)
Зубровка (укр. Зубрівка) — село в Каменец-Подольском районе Хмельницкой области Украины.
Население по переписи 2001 года составляло 57 человек. Почтовый индекс — 32320. Телефонный код — 3849. Занимает площадь 0,164 км².

## Местный совет
32376, Хмельницкая обл., Каменец-Подольский р-н, с. Пановцы